# Cherryfield (Maine)
Cherryfield ist eine Town im Washington County des Bundesstaates Maine in den Vereinigten Staaten. Im Jahr 2020 lebten dort 1107 Einwohner in 661 Haushalten (in den Vereinigten Staaten werden auch Ferienwohnungen als Haushalte gezählt) auf einer Fläche von 116,52 km².

## Geographie
Nach dem United States Census Bureau hat Cherryfield eine Gesamtfläche von 116,52 km², von der 115,10 km² Land sind und 1,42 km² aus Gewässern bestehen.

### Geographische Lage
Cherryfield liegt im Südwesten des Washington Countys und grenzt an das Hancock County. Im Norden grenzt der Schoodic Lake an. Diverse kleinere Seen verteilen sich über das Gebiet der Town. Der Narraguagus River und sein Seitenarm, der West Branch of Narraguagus River, fließen in südliche Richtung und vereinigen sich auf dem Gebiet von Cherryfield, bevor der Narraguagus River bei Milbridge in den Atlantischen Ozean mündet. Die Oberfläche ist eher eben, ohne größere Erhebungen.

### Nachbargemeinden
Alle Entfernungen sind als Luftlinien zwischen den offiziellen Koordinaten der Orte aus der Volkszählung 2010 angegeben.
- Norden: Deblois, 11,6 km
- Nordosten: North Washington, Unorganized Territory, 60,0 km
- Osten: Columbia, 10,4 km
- Südosten: Harrington, 15,3 km
- Süden: Milbridge, 19,8 km
- Südwesten Steuben, 16,6 km
- Westen: East Hancock, Unorganized Territory, 38,9 km

### Stadtgliederung
In Cherryfield gibt es mehrere Siedlungsgebiete: Cherryfield, Halfway, Narraguagus und Sprague's Fall.

### Klima
Die mittlere Durchschnittstemperatur in Cherryfield liegt zwischen −7,8 °C (18 °F) im Januar und 20,6 °C (69 °F) im Juli. Damit ist der Ort gegenüber dem langjährigen Mittel der USA um etwa 9 Grad kühler. Die Schneefälle zwischen Oktober und Mai liegen mit bis zu zweieinhalb Metern mehr als doppelt so hoch wie die mittlere Schneehöhe in den USA; die tägliche Sonnenscheindauer liegt am unteren Rand des Wertespektrums der USA.

## Geschichte
Cherryfield wurde zunächst als Township No. 11 Southern Division (T11 SD) vermessen. Weitere Bezeichnungen für das Gebiet waren Washington Academy Grant und Narraguagus. Als Town wurde das Gebiet am 9. Februar 1816 organisiert. 1826 wurden Teile des benachbarten Steuben hinzugenommen sowie 1881 von Columbia.
Narraguagus bedeutet in der Sprache der Abenaki über dem sumpfigen Ort. Die Besiedlung durch europäische Einwanderer begann 1757 durch Ichabod Willey und Samuel Colson. Im 19. Jahrhundert lag Cherryfield auf der Strecke der Postkutschenlinie zwischen Machias und Bangor. Wirtschaftlich war neben der Landwirtschaft der Schiffbau für Cherryfield prägend. Nachdem Farmen nicht mehr nur zur Selbstversorgung gedient hatten, begann ab 1900 eine Spezialisierung auf Geflügel- und Milchviehhaltung, nach 1920 wurden viele Flächen für den Anbau von Blaubeeren genutzt.
Die inzwischen stillgelegte Bahnstrecke Washington Junction–St. Croix Junction hatte eine Haltestelle in Cherryfield.

### Einwohnerentwicklung
| Volkszählungsergebnisse – Town of Cherryfield, Maine | Volkszählungsergebnisse – Town of Cherryfield, Maine | Volkszählungsergebnisse – Town of Cherryfield, Maine | Volkszählungsergebnisse – Town of Cherryfield, Maine | Volkszählungsergebnisse – Town of Cherryfield, Maine | Volkszählungsergebnisse – Town of Cherryfield, Maine | Volkszählungsergebnisse – Town of Cherryfield, Maine | Volkszählungsergebnisse – Town of Cherryfield, Maine | Volkszählungsergebnisse – Town of Cherryfield, Maine | Volkszählungsergebnisse – Town of Cherryfield, Maine | Volkszählungsergebnisse – Town of Cherryfield, Maine |
| Jahr                                                 | 1800                                                 | 1810                                                 | 1820                                                 | 1830                                                 | 1840                                                 | 1850                                                 | 1860                                                 | 1870                                                 | 1880                                                 | 1890                                                 |
| ---------------------------------------------------- | ---------------------------------------------------- | ---------------------------------------------------- | ---------------------------------------------------- | ---------------------------------------------------- | ---------------------------------------------------- | ---------------------------------------------------- | ---------------------------------------------------- | ---------------------------------------------------- | ---------------------------------------------------- | ---------------------------------------------------- |
| Einwohner                                            |                                                      | 181                                                  | 241                                                  | 583                                                  | 1003                                                 | 1648                                                 | 1755                                                 | 1760                                                 | 1793                                                 | 1787                                                 |
| Jahr                                                 | 1900                                                 | 1910                                                 | 1920                                                 | 1930                                                 | 1940                                                 | 1950                                                 | 1960                                                 | 1970                                                 | 1980                                                 | 1990                                                 |
| Einwohner                                            | 1859                                                 | 1499                                                 | 1304                                                 | 1112                                                 | 1046                                                 | 904                                                  | 780                                                  | 771                                                  | 983                                                  | 1183                                                 |
| Jahr                                                 | 2000                                                 | 2010                                                 | 2020                                                 | 2030                                                 | 2040                                                 | 2050                                                 | 2060                                                 | 2070                                                 | 2080                                                 | 2090                                                 |
| Einwohner                                            | 1157                                                 | 1232                                                 | 1107                                                 |                                                      |                                                      |                                                      |                                                      |                                                      |                                                      |                                                      |

## Kultur und Sehenswürdigkeiten

### Bauwerke
In Cherryfield wurden ein District und mehrere Bauwerke unter Denkmalschutz gestellt und ins National Register of Historic Places aufgenommen.
- Cherryfield Historic District, 1990 unter der Register-Nr. 90001467.[9]

- Archibald-Adams House, 1987 unter der Register-Nr. 87000429.[10]
- Gen. Alexander Campbell House, 1977 unter der Register-Nr. 77000088.[11]
- David W. Campbell House, 1984 unter der Register-Nr. 84001545.[12]
- Frank Campbell House, 1982 unter der Register-Nr. 82000426.[13]
- Col. Samuel Campbell House, 1982 unter der Register-Nr. 82000785.[14]
- Cherryfield Academy, 1982 unter der Register-Nr. 82000786.[15]
- William M. Nash House, 1983 unter der Register-Nr. 83000477.[16]
- Patten Building, 1978 unter der Register-Nr. 78000207.[17]

## Wirtschaft und Infrastruktur

### Verkehr
Der U.S. Highway 1 verläuft durch den Süden des Gebietes. Am Highway enden die aus Westen kommende Maine State Route 182 und die aus Norden kommende Maine State Route 193.

### Öffentliche Einrichtungen
Es gibt keine medizinischen Einrichtungen in Cherryfield. Die nächstgelegenen befinden sich in Machias.
Die Cherryfield Public Library befindet sich in der Main Street in Cherryfield. Seit 2006 in dem Gebäude der Union Trust Bank, die ihren Geschäftsbetrieb in Cherryfield im Jahr 2004 eingestellt hatte. Die Bücherei wurde im Jahr 1837 gegründet.

### Bildung
Für die Bildung in Cherryfield ist das Charlotte School Department zuständig. In Cherryfield befindet sich die Cherryfield Elementary School mit Klassen von Pre-Kindergarten bis zum 8. Schuljahr.